# RVR
RVR은 Realm vs Realm 의 약자로, 다크 에이지 오브 카멜롯이 처음으로 개념을 정립하였다. 진영 대 진영이라는 플레이 방식으로 흔히 진영간 싸움을 뜻한다. PVP의 확장개념으로, 자신의 진영을 선택하여 개개인의 간의 전투가 아닌 전쟁 형태로 게임을 진행된다. 다른 방식으로는 그룹 대 그룹, 국가 대 국가 등의 형식으로 게임이 생성된다. RVR은 현재 출시되는 대부분의 MMORPG에 추가되는 요소이다.

## 개요
2001년 미씩엔터테인먼트의 출시와 함께 새로운 기반의 시스템으로 만들어진 다크 에이지 오브 카멜롯에서 최초로 세력간의 전재을 모토로 게임을 제작하였다. 다크 에이지 오브 카멜롯은 각기 소속된 세력에서 서로간의 유물을 빼았는 방식으로 성을 공략하는 등의 방식으로 게임을 진행하였다.
RVR이라는 명칭은 EA의 등록상표중 하나이다.

## 게임들
- 아이모: The World of Magic: 유저는 라노스 왕국, 시라스 제국 중의 한 곳을 선택하며, 상대 진영 유저와 RVR를 통해 명예점수를 높일 수 있다.

- 이브 온라인: 레기온(파벌)에 의해 전투가 진행되며, 서로간의 영역을 차지하기 위해 레기온(파벌)을 만든다.

- 길드 워2: 세계 대 세계의 전투로, 3개의 서버가 서로 싸움을 하는 방식. 다크 에이지 오브 카멜롯과 비슷하다. 워해머 온라인도 이 시스템에 포함된다.

- 월드 오브 워크래프트: 호드와 얼라이언스 진영의 싸움. 시작부터 반드시 자신의 진영을 선택해야 한다.

- RF 온라인: 벨라토 연방, 아크레시아 제국, 코라 중 한개의 종족을 선택하여 자원을 위한 대규모 PVP시스템이 지원된다. 다크 에이지 오브 카멜롯과 유사한 시스템 구조를 지녔다.

- 에이카 온라인: 대규모 필드 전투를 컨셉으로 하여 5개의 국가로 이루어졌으며, 성물을 가지고 전쟁한다.

- 아이온: 천족과 마족의 대립이라는 컨셉으로 세력간 전쟁을 기반으로 한다.

- 블레이드 앤 소울: 두개의 파벌로 나뉘어 PVP를 진행한다.

```
 성물의 종류는 스킬공격력 , 물리공격력, 마법공격력 등. 쟁과 사냥 모두 필요한 성물이 있다
```

그외 국내의 대부분 게임들이 RVR을 지향하고 있으며. 월드 오브 워 크래프트 이후에 출시된 대부분의 MMORPG들이 RVR시스템을 채용하고 있다.